# Rico Gubler
Rico Gubler (* 12. Januar 1972 in Richterswil) ist ein Schweizer Saxophonist, Komponist und Hochschullehrer.

## Werdegang
Gubler belegte ein Saxophonstudium bei Iwan Roth an der Musikakademie Basel, bei Marcus Weiss am Konservatorium Zürich (Lehrdiplom) und bei Jean-Michel Goury am CNR de Boulogne-Billancourt (Premier Prix à l’unanimité). Er studierte zudem Komposition bei Balz Trümpy und in Florenz bei Salvatore Sciarrino. Danach war er Saxophonist des Collegium Novum Zürich und der Kammermusikformation Cattrall. Solistische Auftritte hatte er u. a. bei den Donaueschinger Musiktagen, dem Steirischen Herbst, Wien Modern, Salzburger Festspiele, ars musica Bruxelles, Musica Strasbourg, MaerzMusik, Eclat Stuttgart und der Münchener Biennale. Als Komponist erhielt er Arbeitsstipendien von der Landis & Gyr Stiftung London (2001 und 2002) sowie vom Land Niedersachsen 2001 im Künstlerhaus Schreyahn und jeweils 2004 und 2005 das Werkjahr der Stadt Zürich. Außerdem hat er ein Studium an der juristischen Fakultät der Universität Zürich abgeschlossen.
2004 bis 2014 unterrichtete Rico Gubler Hauptfach Saxophon und Kammermusik an der Musikhochschule in Lugano (Conservatorio della Svizzera Italiana) sowie von 2014 bis 2022 an der Musikhochschule Lübeck.

## Lehrtätigkeit
Rico Gubler arbeitet zusammen mit Sascha Armbruster an einem Kompendium für Saxophontechniken (Saxapproach), das 2004/05 an der Abteilung F & E Musikhochschule Luzern, und seit 2006 ein Forschungsprojekt unterstützt vom Schweizerischen Nationalfonds (DORE) ist.
Mit der Entscheidung des Hochschulsenats vom 30. Oktober 2013 wurde Rico Gubler zum 1. März 2014 Präsident der Musikhochschule Lübeck. Damit trat er die Nachfolge von Inge-Susann Römhild an, die die Hochschule seit 1994 geleitet hatte. 2018 bis 2020 war er Vorsitzender der Landesrektorenkonferenz Schleswig-Holstein und 2019 wurde Rico Gubler mit großer Mehrheit für eine zweite Amtszeit als Präsident der Musikhochschule Lübeck wiedergewählt. 2020 wählte ihn die Generalversammlung der AEC, der Vereinigung der europäischen Musikhochschulen, in den AEC-Council. Er war zwei Amtszeiten Mitglied des Bundesfachausschusses Arbeit und Soziales des Deutschen Musikrates, von 2020 bis 2023 Präsidiumsmitglied im Landesmusikrat Schleswig-Holstein und wurde er kurz nach seiner Rückkehr in den Vorstand des Schweizer Musikrates gewählt. 
Zum 1. Februar 2023 wechselt Rico Gubler als Fachbereichsleiter Musik an die Hochschule der Künste Bern.